# Граф Темпл Стоуский

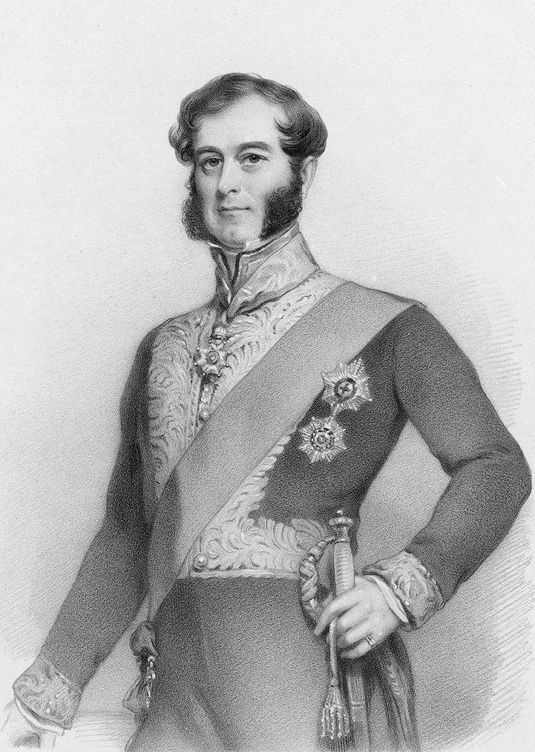
Ричард Темпл-Наджент-Бриджес-Чандос-Гренвиль, 2-й герцог Бекингем и Чандос, 2-й граф Темпл Стоуский (1797—1861)

Граф Темпл Стоуский в графстве Бакингемшир (англ. Earl Temple of Stowe) — наследственный титул в системе Пэрства Соединённого королевства.

## История

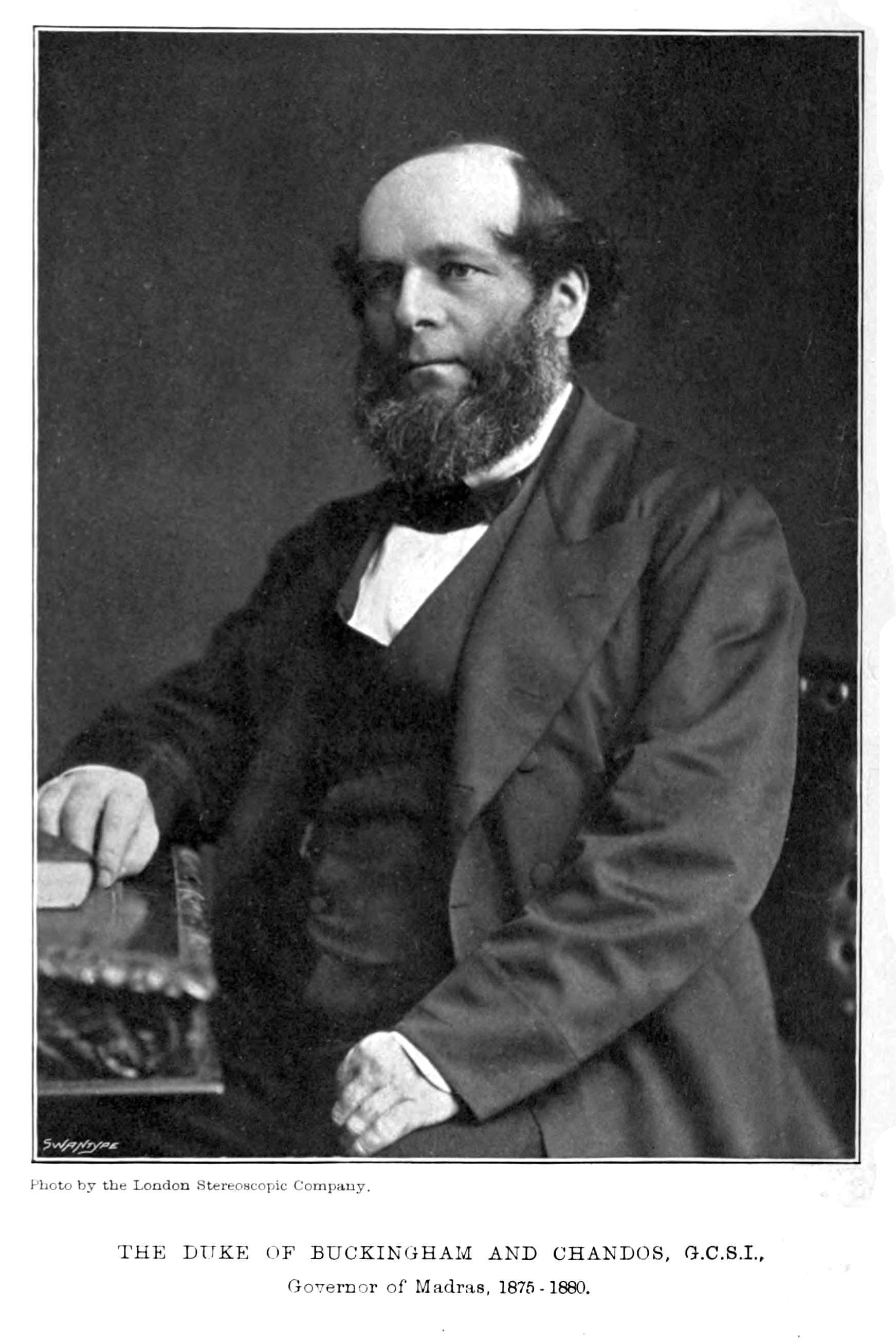
Ричард Темпл-Наджент-Бриджес-Чандос-Гренвиль, 3-й герцог Бекингем и Чандос, 3-й граф Темпл Стоуский (1823—1889)

Титул графа Темпл Стоуского был создан 4 февраля 1822 года для Ричарда Темпла-Ньюджента-Бриджеса-Чандоса-Гренвилла, 2-го маркиза Бекингема, 5-го виконта Кобэма (1776—1839). В том же 1822 году он получил титул 1-го маркиза Чандоса, 1-го герцога Бекингема и Чандоса.
В 1889 году после смерти Ричарда Плантагенета Кэмпбелла Темпла-Ньюджента-Бриджеса-Чандоса-Гренвилла, 3-го герцога Бекингема и Чандоса, 7-го виконта Кобэма (1823—1889) титулы герцога Бекингема и Чандоса и графа Ньюджента пресеклись. Титул виконта Кобэма унаследовал Чарльз Джордж Литтелтон, 8-й виконт Кобэм (1842—1922), а титул лорда Кинлосса — Мэри Морган-Гренвиль, 11-я леди Кинлосс (1852—1944).
Титул графа Темпл Стоуского в 1892 году перешел к его племяннику, Уильяму Темпл-Гору-Лэнгтону, 4-му графу Темпл Стоускому (1847—1902). Он был старшим сыном леди Энн Гренвиль (ум. 1879) и Уильяма Гора-Лэнгтона (1824—1873). Последний был потомком сэра Джона Гора, лорда-мэра Лондона в 1624 году, чей старший брат сэр Пол Гор, 1-й баронет (1567—1629), был предком графов Арран (креация 1762), баронов Эннали (креации 1766 и 1789) и баронов Харлех.
Уильям Гор-Лэнгтон, 4-й граф Темпл Стоуский, член консервативной партии, ранее представлял Средний Сомерсет в Палате общин Великобритании (1878—1885). В 1892 году он получил королевское разрешение на дополнительную фамилию «Темпл». Ему наследовал его старший сын, Элджернон Уильям Стивен Темпл-Гор-Лэнгтон, 5-й граф Темпл Стоуский (1871—1940). Он скончался бездетным, ему наследовал его племянник, Чандос Гренвиль Темпл-Гор-Лэнгтон, 6-й граф Темпл Стоуский (1909—1966). Он был старшим сыном капитана достопочтенного Чандоса Темпл-Гора-Лэнгтона, второго сына 4-го графа. 6-й граф имел двух дочерей, поэтому после его смерти графский титул унаследовал его младший брат, Рональд Стивен Бриджес Темпл-Гор-Лэнгтон, 7-й граф Темпл Стоуский (1910—1988). Он был коммивояжером в Австралии и не пользовался своим титулом. Он не был женат, его преемником стал его кузен, Уолтер Гренвиль Элджернон Темпл-Гор-Лэнгтон, 8-й граф Темпл Стоуский (1924—2013). Он был сыном достопочтенного Ивлина Артура Гренвиля Темпл-Гор-Лэнгтона, третьего (младшего) сына 4-го графа. В 2013 году после его смерти графский титул унаследовал его сын Джеймс Гренвиль Темпл-Гор-Лэнгтон, 9-й граф Темпл Стоуский (род. 1955).
Титул учтивости старшего сына и наследника графа Темпл Стоуского — «Лорд Лэнгтон».
Родовое гнездо — Стоу-хаус в деревне Стоу в графстве Бакингемшир.

## Графы Темлп Стоуские (1822)
- 1822—1839: Ричард Темпл-Ньюджент-Бриджес-Чандос-Гренвиль, 1-й герцог Бекингем и Чандос, 1-й граф Темпл Стоуский (20 марта 1776 — 17 января 1839), старший сын Джорджа Ньюджента-Темпла-Гренвиля, 1-го маркиза Бекингема (1753—1813);
- 1839—1861: Ричард Плантагенет Темпл-Наджент-Бриджес-Чандос-Гренвиль, 2-й герцог Бекингем и Чандос, 2-й граф Темпл Стоуский[англ.] (11 февраля 1797 — 29 июля 1861), старший сын предыдущего;
- 1861—1889: Ричард Плантагенет Кэмпбелл Темпл-Наджент-Бриджес-Чандос-Гренвиль, 3-й герцог Бекингем и Чандос, 3-й граф Темпл Стоуский[англ.] (10 сентября 1823 — 26 марта 1889), единственный сын предыдущего;
- 1892—1902: Уильям Стивен Темпл-Гор-Лэнгтон, 4-й граф Темпл Стоуский (11 мая 1847 — 28 марта 1902), племянник предыдущего, старший сын леди Энн Элизы Мэри Гренвиль (ум. 1879) и Уильяма Генри Пауэлла Гора-Лэнгтона (1824—1873);
- 1902—1940: Элджернон Уильям Стивен Темпл-Гор-Лэнгтон, 5-й граф Темпл Стоуский (9 ноября 1871 — 19 февраля 1940), старший сын предыдущего;
- 1940—1966: Чандос Гренвиль Темпл-Гор-Лэнгтон, 6-й граф Темпл Стоуский (13 июля 1909 — 14 апреля 1966), старший сын капитана Чандоса Грэма Темпла-Гора-Лэнгтона (1873—1921), племянник предыдущего;
- 1966—1988: Рональд Стивен Бриджес Темпл-Гор-Лэнгтон, 7-й граф Темпл Стоуский (5 ноября 1910 — 28 августа 1988), младший брат предыдущего;
- 1988—2013: Уолтер Гренвиль Элджернон Темпл-Гор-Лэнгтон, 8-й граф Темпл Стоуский (2 октября 1924 — 17 сентября 2013), единственный сын Эвелина Артура Гренвиля Темпл-Гора-Лэнгтона (1884—1972), внук 4-го графа Темпла Стоуского;
- 2013 — настоящее время: Джеймс Гренвиль Темпл-Гор-Лэнгтон, 9-й граф Темпл Стоуский (род. 11 сентября 1955), старший сын предыдущего;
  - Наследник: Достопочтенный Роберт Чандос Гренвиль Темпл-Гор-Лэнгтон (род. 22 ноября 1957), младший брат предыдущего.